# Aalesunds Fotballklubb 2011
Questa voce raccoglie le informazioni riguardanti lo Aalesunds Fotballklubb nelle competizioni ufficiali della stagione 2011.

## Stagione
Lo Aalesund raggiunse il 9º posto finale in classifica, piazzandosi così a metà della graduatoria. Fu la squadra vincitrice della Coppa di Norvegia 2011, grazie al successo per 2-1 nella finale contro il Brann. Lo Aalesund trovò il gol del vantaggio con un tiro di Michael Barrantes che fu deviato in rete da Lars Grorud, ma il Brann trovò il pareggio poco dopo con Zsolt Korcsmár, su colpo di testa. Il gol che consegnò il trofeo alla squadra fu siglato ancora da Barrantes, con una conclusione dai 20 metri. Fu il secondo successo finale nella competizione nelle ultime tre stagioni. L'incontro si disputò sotto gli occhi del presidente dell'UEFA Michel Platini, di re Harald V, del primo ministro Jens Stoltenberg e del ministro della cultura Anniken Huitfeldt. L'avventura in Europa League terminò ai play-off, per mano degli olandesi dell'AZ Alkmaar.
L'unico calciatore a disputare tutte le 30 partite di campionato fu il portiere Sten Grytebust, ma il giocatore più utilizzato complessivamente fu Michael Barrantes. Il costaricano fu anche il miglior marcatore assoluto, con 18 gol realizzati. I calciatori più prolifici nel solo campionato furono invece Magnus Sylling Olsen e Demar Phillips.

## Maglie e sponsor
Lo sponsor tecnico per la stagione 2011 fu Umbro, mentre lo sponsor ufficiale fu Sparebanken Møre. La divisa casalinga era composta da una maglietta arancione con inserti blu, pantaloncini blu e calzettoni arancioni. Quella da trasferta era invece completamente nera.
| Casa | Trasferta |

## Rosa
| N. |                       | Ruolo | Calciatore              |
| -- | --------------------- | ----- | ----------------------- |
| 1  | Norvegia (bandiera)   | P     | Ole-Christian Rørvik    |
| 2  | Norvegia (bandiera)   | D     | Amund Skiri             |
| 3  | Norvegia (bandiera)   | D     | Edvard Skagestad        |
| 4  | Norvegia (bandiera)   | D     | Jonatan Tollås          |
| 5  | Finlandia (bandiera)  | D     | Ville Jalasto           |
| 6  | Norvegia (bandiera)   | A     | Magnus Sylling Olsen    |
| 7  | Giamaica (bandiera)   | C     | Jason Morrison          |
| 8  | Norvegia (bandiera)   | C     | Fredrik Carlsen         |
| 9  | Estonia (bandiera)    | A     | Sander Post             |
| 10 | Norvegia (bandiera)   | C     | Peter Orry Larsen       |
| 11 | Costa Rica (bandiera) | C     | Pablo Herrera Barrantes |
| 13 | Norvegia (bandiera)   | P     | Sten Grytebust          |
| 14 | Norvegia (bandiera)   | D     | Jonathan Parr           |
| 15 | Svezia (bandiera)     | D     | Daniel Arnefjord        |
| 16 | Estonia (bandiera)    | D     | Enar Jääger             |

| N. |                       | Ruolo | Calciatore          |
| -- | --------------------- | ----- | ------------------- |
| 17 | Giamaica (bandiera)   | C     | Demar Phillips      |
| 18 | Norvegia (bandiera)   | A     | Christian Myklebust |
| 19 | Norvegia (bandiera)   | A     | Kjell Rune Sellin   |
| 20 | Norvegia (bandiera)   | A     | Didrik Fløtre       |
| 21 | Norvegia (bandiera)   | C     | Robert Sandnes      |
| 22 | Norvegia (bandiera)   | D     | Jo Nymo Matland     |
| 22 | Norvegia (bandiera)   | C     | Adam Honningsvåg    |
| 23 | Norvegia (bandiera)   | C     | Fredrik Ulvestad    |
| 24 | Norvegia (bandiera)   | P     | Mathias Rasmussen   |
| 25 | Norvegia (bandiera)   | C     | Lars Fuhre          |
| 28 | Norvegia (bandiera)   | A     | Magnus Solevåg      |
| 30 | Nigeria (bandiera)    | A     | Solomon Okoronkwo   |
| 31 | Costa Rica (bandiera) | C     | Michael Barrantes   |
| 34 | Norvegia (bandiera)   | C     | Scott Fellows       |
| 35 | Svezia (bandiera)     | P     | Jonas Sandqvist     |

## Calciomercato

### Sessione invernale(dal 01/01 al 31/03)
| Acquisti | Acquisti          | Acquisti      | Acquisti   |
| R.       | Nome              | da            | Modalità   |
| -------- | ----------------- | ------------- | ---------- |
| P        | Jonas Sandqvist   | Atromītos     | svincolato |
| D        | Edvard Skagestad  | Follo         | svincolato |
| C        | Fredrik Carlsen   | Vålerenga     | definitivo |
| C        | Jason Morrison    | Strømsgodset  | definitivo |
| C        | Kjell Rune Sellin | Rosenborg     | definitivo |
| A        | Solomon Okoronkwo | Saturn        | svincolato |
| A        | Sander Post       | Flora Tallinn | definitivo |

| Cessioni | Cessioni             | Cessioni       | Cessioni   |
| R.       | Nome                 | a              | Modalità   |
| -------- | -------------------- | -------------- | ---------- |
| P        | Anders Lindegaard    | Manchester Utd | definitivo |
| C        | Johan Arneng         | Syrianska      | svincolato |
| C        | Trond Fredriksen     |                | ritiro     |
| C        | Alexander Mathisen   | Lierse         | svincolato |
| C        | Sverre Hjelle Økland | Løv-Ham        | prestito   |
| A        | Tor Hogne Aarøy      | JEF United     | definitivo |
| A        | Glenn Roberts        | Sarpsborg 08   | definitivo |
| A        | Diego Silva          | Al-Ahli        | svincolato |

### Sessione estiva(dal 01/08 al 31/08)
| Acquisti | Acquisti        | Acquisti     | Acquisti   |
| R.       | Nome            | da           | Modalità   |
| -------- | --------------- | ------------ | ---------- |
| D        | Jo Nymo Matland | Sarpsborg 08 | definitivo |

| Cessioni | Cessioni      | Cessioni       | Cessioni   |
| R.       | Nome          | a              | Modalità   |
| -------- | ------------- | -------------- | ---------- |
| D        | Jonathan Parr | Crystal Palace | definitivo |

## Risultati

### Tippeligaen

#### Girone di andata
| Arbitro: | Sælen (Bergen) |

|              |           |                       |
| Phillips 36’ | Marcatori | 50’ Borges 79’ Hansen |

| Arbitro: | Helgerud (Lier) |

|                     |           |  |
| Ogude 28’ Zajić 61’ | Marcatori |  |

| Arbitro: | Sandmoen |

|              |           |  |
| Phillips 19’ | Marcatori |  |

| Arbitro: | Hafsås |

|                  |           |                         |
| Johnsen 58’, 88’ | Marcatori | 25’ Phillips 81’ Larsen |

| Arbitro: | Døvle |

|              |           |  |
| Ulvestad 89’ | Marcatori |  |

| Arbitro: | Johansen |

|                       |           |                                 |
| Mathisen 13’ Årst 76’ | Marcatori | 35’ Skiri 39’ Sellin 47’ Jääger |

| Arbitro: | Skjerven (Kaupanger) |

|                       |           |               |
| Post 44’ Ulvestad 69’ | Marcatori | 5’ Nordkvelle |

| Arbitro: | Hagen (Grue) |

|                     |           |  |
| Hoås 79’ Breive 88’ | Marcatori |  |

| Arbitro: | Kjensli |

|            |           |  |
| Jääger 51’ | Marcatori |  |

| Arbitro: | Sandmoen |

|                         |           |  |
| Olsen 11’ Barrantes 58’ | Marcatori |  |

| Arbitro: | Johnsen |

|               |           |                       |
| Ollé Ollé 57’ | Marcatori | 7’ Parr 73’ Myklebust |

| Arbitro: | Sælen (Bergen) |

|               |           |                                     |
| Barrantes 77’ | Marcatori | 31’ (rig.) Prica 45’, 66’ Moldskred |

| Arbitro: | Helgerud (Lier) |

|         |           |               |
| Ojo 28’ | Marcatori | 48’ Barrantes |

| Arbitro: | Johansen |

|            |           |  |
| Sellin 45’ | Marcatori |  |

| Arbitro: | Øvrebø (Oslo) |

|                                      |           |                                |
| Diouf 11’, 78’, 87’, 90’ Thioune 28’ | Marcatori | 13’ Sellin 84’ (rig.) Phillips |

#### Girone di ritorno
| Arbitro: | Berntsen (Vang) |

|                  |           |  |
| Vet. Berisha 58’ | Marcatori |  |

| Arbitro: | Johnsen |

|                          |           |  |
| Barrantes 43’ Larsen 62’ | Marcatori |  |

| Arbitro: | Edvartsen (Hamar) |

|               |           |  |
| Rushfeldt 81’ | Marcatori |  |

| Arbitro: | Helgerud (Lier) |

|  |           |            |
|  | Marcatori | 60’ Børven |

| Arbitro: | Skjerven (Kaupanger) |

|                      |           |                            |
| Sankoh 34’ Keita 37’ | Marcatori | 13’ Barrantes 90’ Phillips |

| Arbitro: | Berntsen (Vang) |

|           |           |                                            |
| Olsen 90’ | Marcatori | 1’ (aut.) Grytebust 27’ Hoseth 75’ Thioune |

| Sogndal 11 settembre 2011, ore 18:00 22ª giornata | Sogndal  | 0 – 0 referto | Aalesund | Fosshaugane Campus (4.831 spett.)\| Arbitro: \| Johansen \| |
| Arbitro:                                          | Johansen |               |          |                                                             |

| Arbitro: | Døvle |

|                        |           |  |
| Olsen 15’ Phillips 81’ | Marcatori |  |

| Arbitro: | Hafsås |

|             |           |  |
| Bangura 54’ | Marcatori |  |

| Ålesund 3 ottobre 2011, ore 19:00 25ª giornata | Aalesund             | 0 – 0 referto | Start | Color Line Stadion (9.174 spett.)\| Arbitro: \| Skjerven (Kaupanger) \| |
| Arbitro:                                       | Skjerven (Kaupanger) |               |       |                                                                         |

| Arbitro: | Sandmoen |

|                             |           |                             |
| Larsen 4’ Jääger 85’ (aut.) | Marcatori | 22’ Arnefjord 43’ Barrantes |

| Arbitro: | Moen (Haugesund) |

|                      |           |           |
| Olsen 29’ Larsen 68’ | Marcatori | 24’ Zajić |

| Arbitro: | Johansen |

|              |           |               |
| Gíslason 68’ | Marcatori | 30’ Skagestad |

| Arbitro: | Helgerud (Lier) |

|                                             |           |           |
| Keene 74’ Elyounoussi 77’ Borges 90’ (rig.) | Marcatori | 82’ Olsen |

| Arbitro: | Berntsen (Vang) |

|                             |           |            |
| Olsen 12’, 81’ Phillips 51’ | Marcatori | 54’ Mjelde |

### Coppa di Norvegia
| Arbitro: | Åndal |

|                                                                               |           |  |
| Okoronkwo 29’ Olsen 35’, 39’, 72’ Barrantes 71’, 87’ Myklebust 90’ Sellin 90’ | Marcatori |  |

| Arbitro: | Ophuus |

|                                                          |           |  |
| Okoronkwo 12’ Post 20’ Fuhre 35’ Ulvestad 85’ Sellin 90’ | Marcatori |  |

| Arbitro: | Staberg |

|            |           |                              |
| Sandal 50’ | Marcatori | 90’ Arnefjord 120’ Barrantes |

| Arbitro: | Sandmoen |

|                                                 |           |  |
| Ulvestad 59’ (rig.) Arnefjord 62’ Barrantes 84’ | Marcatori |  |

| Arbitro: | Skjerven (Kaupanger) |

|                                                |           |            |
| Wangberg 26’ (aut.) Barrantes 56’ Phillips 75’ | Marcatori | 10’ Dorsin |

| Arbitro: | Hagen (Grue) |

|                        |           |  |
| Guðmundsson 40’ (aut.) | Marcatori |  |

| Arbitro: | Edvartsen (Hamar) |

|              |           |                    |
| Korcsmár 21’ | Marcatori | 19’, 38’ Barrantes |

### Europa League
| Arbitro: | Vučkov |

|                                                    |           |             |
| Fuhre 35’ Olsen 37’ Ulvestad 48’ (rig.) Sellin 77’ | Marcatori | 23’ Trundle |

| Arbitro: | Dierick |

|  |           |                         |
|  | Marcatori | 53’ Barrantes 79’ Olsen |

| Arbitro: | Avram |

|                   |           |               |
| Oláh 38’ Abdi 56’ | Marcatori | 27’ Okoronkwo |

| Arbitro: | Marciniak |

|                                          |           |          |
| Barrantes 72’ (rig.) Fuhre 87’ Post 119’ | Marcatori | 42’ Oláh |

| Arbitro: | Jovanetić |

|                                                             |           |  |
| Okoronkwo 5’ Barrantes 56’ Larsen 72’ Augustsson 74’ (aut.) | Marcatori |  |

| Arbitro: | Matějek |

|              |           |              |
| Ericsson 65’ | Marcatori | 49’ Ulvestad |

| Arbitro: | Studer |

|                           |           |             |
| Barrantes 14’ (rig.), 73’ | Marcatori | 30’ Martens |

| Arbitro: | Kelly |

|                                                                            |           |  |
| Wernbloom 7’ Altidore 25’, 59’ Martens 54’ Holman 68’ Moisander 90’ (rig.) | Marcatori |  |

## Statistiche

### Statistiche di squadra
| Competizione      | Punti | In casa | In casa | In casa | In casa | In casa | In casa | In trasferta | In trasferta | In trasferta | In trasferta | In trasferta | In trasferta | Totale | Totale | Totale | Totale | Totale | Totale | DR  |
| Competizione      | Punti | G       | V       | N       | P       | Gf      | Gs      | G            | V            | N            | P            | Gf           | Gs           | G      | V      | N      | P      | Gf     | Gs     | DR  |
| ----------------- | ----- | ------- | ------- | ------- | ------- | ------- | ------- | ------------ | ------------ | ------------ | ------------ | ------------ | ------------ | ------ | ------ | ------ | ------ | ------ | ------ | --- |
| Tippeligaen       | 43    | 15      | 10      | 1       | 4       | 20      | 12      | 15           | 2            | 6            | 7            | 16           | 26           | 30     | 12     | 7      | 11     | 36     | 38     | -2  |
| Coppa di Norvegia | -     | 3       | 3       | 0       | 0       | 7       | 1       | 4            | 4            | 0            | 0            | 17           | 2            | 7      | 7      | 0      | 0      | 23     | 3      | +20 |
| Europa League     | -     | 4       | 4       | 0       | 0       | 13      | 3       | 4            | 1            | 1            | 2            | 4            | 9            | 8      | 5      | 1      | 2      | 17     | 12     | +5  |
| Totale            | -     | 22      | 17      | 1       | 4       | 40      | 16      | 23           | 7            | 7            | 9            | 37           | 37           | 45     | 24     | 8      | 13     | 76     | 53     | +23 |

### Statistiche dei giocatori
| Giocatore      | Tippeligaen | Tippeligaen | Tippeligaen | Tippeligaen | Coppa di Norvegia | Coppa di Norvegia | Coppa di Norvegia | Coppa di Norvegia | Europa League | Europa League | Europa League | Europa League | Totale   | Totale | Totale      | Totale     |
| Giocatore      | Presenze    | Reti        | Ammonizioni | Espulsioni  | Presenze          | Reti              | Ammonizioni       | Espulsioni        | Presenze      | Reti          | Ammonizioni   | Espulsioni    | Presenze | Reti   | Ammonizioni | Espulsioni |
| -------------- | ----------- | ----------- | ----------- | ----------- | ----------------- | ----------------- | ----------------- | ----------------- | ------------- | ------------- | ------------- | ------------- | -------- | ------ | ----------- | ---------- |
| D. Arnefjord   | 28          | 1           | 2           | 0           | 7                 | 2                 | 0                 | 0                 | 8             | 0             | 1             | 0             | 43       | 3      | 3           | 0          |
| M. Barrantes   | 29          | 6           | 4           | 0           | 7                 | 7                 | 0                 | 0                 | 7             | 5             | 1             | 0             | 43       | 18     | 5           | 0          |
| F. Carlsen     | 11          | 0           | 3           | 0           | 2                 | 0                 | 0                 | 0                 | 4             | 0             | 0             | 0             | 17       | 0      | 3           | 0          |
| S. Fellows     | 0           | 0           | 0           | 0           | 0                 | 0                 | 0                 | 0                 | 0             | 0             | 0             | 0             | 0        | 0      | 0           | 0          |
| D. Fløtre      | 1           | 0           | 0           | 0           | 1                 | 0                 | 0                 | 0                 | 3             | 0             | 0             | 0             | 5        | 0      | 0           | 0          |
| L. Fuhre       | 8           | 0           | 0           | 0           | 3                 | 1                 | 0                 | 0                 | 4             | 2             | 0             | 0             | 15       | 3      | 0           | 0          |
| S. Grytebust   | 30          | 0           | 0           | 0           | 6                 | 0                 | 0                 | 0                 | 6             | 0             | 0             | 0             | 42       | 0      | 0           | 0          |
| A. Honningsvåg | 0           | 0           | 0           | 0           | 1                 | 0                 | 0                 | 0                 | 0             | 0             | 0             | 0             | 1        | 0      | 0           | 0          |
| E. Jääger      | 27          | 2           | 5           | 0           | 5                 | 0                 | 0                 | 0                 | 7             | 0             | 2             | 0             | 39       | 2      | 7           | 0          |
| P. Larsen      | 27          | 3           | 1           | 0           | 6                 | 0                 | 0                 | 0                 | 4             | 1             | 1             | 0             | 37       | 4      | 2           | 0          |
| J. Matland     | 12          | 0           | 0           | 0           | 3                 | 0                 | 0                 | 0                 | 2             | 0             | 0             | 0             | 17       | 0      | 0           | 0          |
| J. Morrison    | 23          | 0           | 5           | 0           | 3                 | 0                 | 1                 | 0                 | 6             | 0             | 2             | 0             | 32       | 0      | 8           | 0          |
| C. Myklebust   | 18          | 1           | 1           | 0           | 3                 | 1                 | 1                 | 0                 | 4             | 0             | 2             | 0             | 25       | 2      | 4           | 0          |
| S. Okoronkwo   | 12          | 0           | 2           | 0           | 4                 | 2                 | 1                 | 0                 | 7             | 2             | 1             | 0             | 23       | 4      | 4           | 0          |
| J. Parr        | 15          | 1           | 2           | 0           | 3                 | 0                 | 0                 | 0                 | 0             | 0             | 0             | 0             | 18       | 1      | 2           | 0          |
| D. Phillips    | 22          | 7           | 6           | 0           | 3                 | 1                 | 1                 | 0                 | 5             | 0             | 1             | 0             | 30       | 8      | 8           | 0          |
| S. Post        | 18          | 1           | 0           | 0           | 4                 | 1                 | 0                 | 0                 | 2             | 1             | 1             | 0             | 24       | 3      | 1           | 0          |
| M. Rasmussen   | 0           | 0           | 0           | 0           | 0                 | 0                 | 0                 | 0                 | 0             | 0             | 0             | 0             | 0        | 0      | 0           | 0          |
| O. Rørvik      | 1           | 0           | 0           | 0           | 0                 | 0                 | 0                 | 0                 | 0             | 0             | 0             | 0             | 1        | 0      | 0           | 0          |
| R. Sandnes     | 0           | 0           | 0           | 0           | 2                 | 0                 | 1                 | 0                 | 2             | 0             | 0             | 0             | 4        | 0      | 1           | 0          |
| J. Sandqvist   | 0           | 0           | 0           | 0           | 1                 | 0                 | 0                 | 0                 | 2             | 0             | 0             | 0             | 3        | 0      | 0           | 0          |
| K. Sellin      | 22          | 3           | 1           | 0           | 5                 | 2                 | 0                 | 0                 | 5             | 1             | 0             | 0             | 32       | 6      | 1           | 0          |
| E. Skagestad   | 17          | 1           | 0           | 0           | 5                 | 0                 | 0                 | 0                 | 4             | 0             | 0             | 0             | 26       | 1      | 0           | 0          |
| A. Skiri       | 8           | 1           | 0           | 0           | 4                 | 0                 | 0                 | 0                 | 1             | 0             | 0             | 0             | 13       | 1      | 0           | 0          |
| M. Solevåg     | 0           | 0           | 0           | 0           | 0                 | 0                 | 0                 | 0                 | 0             | 0             | 0             | 0             | 0        | 0      | 0           | 0          |
| J. Tollås      | 17          | 0           | 3           | 0           | 6                 | 0                 | 1                 | 0                 | 6             | 0             | 0             | 0             | 29       | 0      | 4           | 0          |
| F. Ulvestad    | 24          | 2           | 1           | 0           | 6                 | 2                 | 0                 | 0                 | 6             | 2             | 0             | 0             | 36       | 6      | 1           | 0          |